# Deutsche Wacht
Deutsche Wacht (slovensko: Nemška straža) je bil časopis pisan v nemškem jeziku, ki je med letoma 1883 in 1919 izhajal v Celju. Nastal je s preimenovanjem časopisa Cillier Zeitung (Celjski časopis). Izhajal je ob sobotah. Zagovarjal je Linški program, ki je v zahteval personalno unijo z Ogrsko, poseben položaj Galicije in Bukovine, uveljavitev nemškega značaja v deželah, ki so nekoč spadale v Nemško zvezo, in nemščino kot državni jezik, oblikovanje enotnega carinskega področja z nemškim rajhom ter naslonitev na Nemčijo.
Leta 1929 se je ponovno preimenoval v Cillier Zeitung.